# Eupithecia rebeli
Eupithecia rebeli är en fjärilsart som beskrevs av Bohatsch 1893. Eupithecia rebeli ingår i släktet Eupithecia och familjen mätare. Inga underarter finns listade i Catalogue of Life.